# Phong cách sắp xếp hiện đại

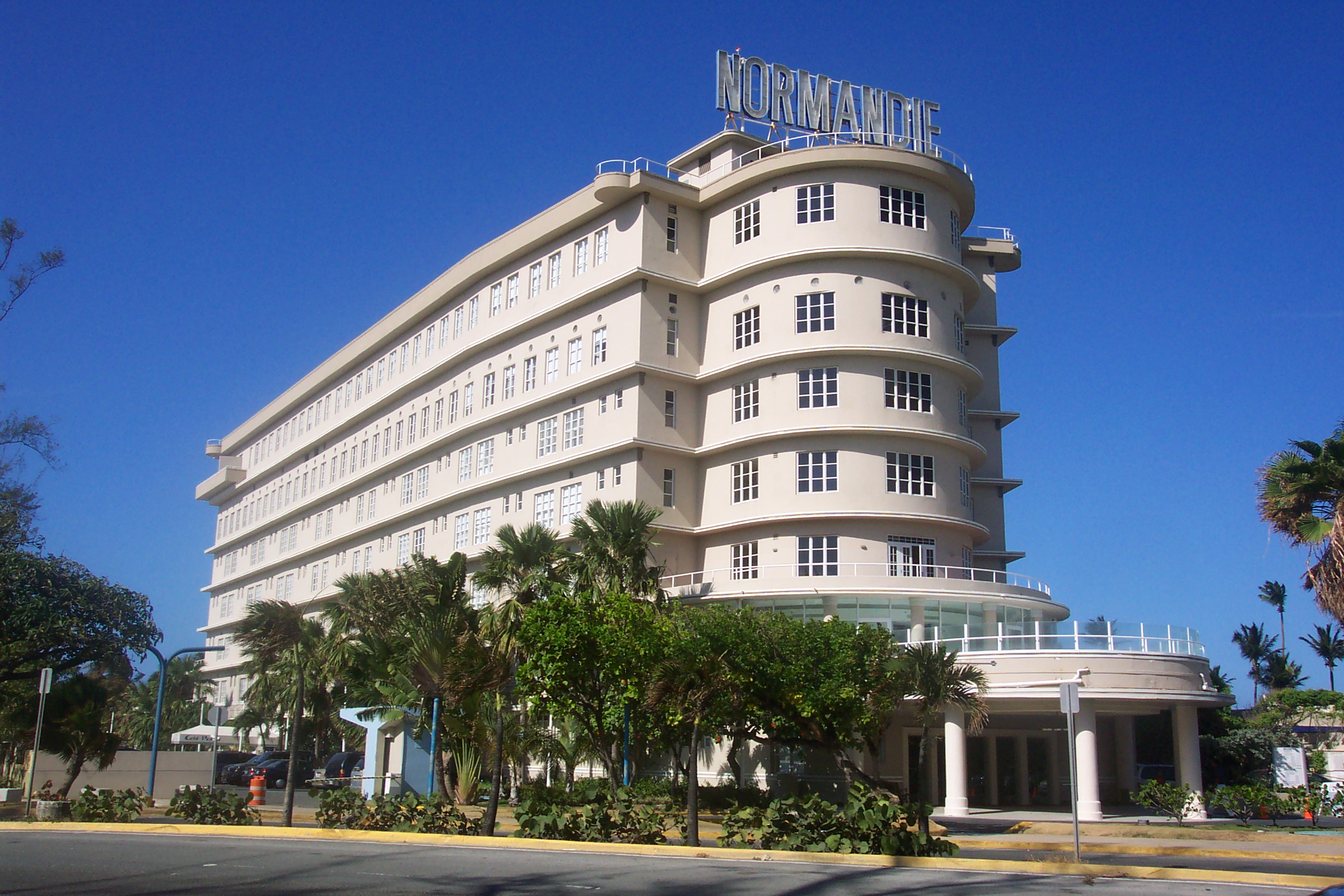
Khách sạn Normandie ở San Juan, Puerto Rico, lấy cảm hứng từ tàu thủy chở khách vượt đại dương SS Normandie và thể hiện biểu tượng ban đầu của con tàu

Phong cách sắp xếp hiện đại (tiếng Anh: Streamline Moderne, hay Art Moderne), là một dạng sau này của kiến trúc và thiết kế Art Deco thịnh hành trong những năm 1930. Phong cách kiến trúc của nó nhấn mạnh vào các hình dáng cong, những đường thẳng dài, và đôi khi còn có cả những yếu tố từ ngành hàng hải.